# ガイロク（街録）
『ガイロク（街録）』（がいろく）は、NHKのBSから2019年4月10日から2023年4月2日まで放送されていたトークバラエティ番組、ドキュメンタリー番組。当初はNHK BSプレミアムのみで放送され、のちにNHK BS4Kでも放送された。

## 概要
街ゆく老若男女に街頭インタビューを実施し、人生のピンチやハプニングとどう向き合い、乗り越えてきたのかを聞き出す。番組タイトルの『ガイロク（街録）』は「街頭録音」に由来する。ゲストのタレント（週替わり2〜3名）は白ホリのスタジオでVTRを見守り、VTR終了後に自身の経験も交えてコメントを加える。
NHK BSプレミアムの番組として2018年にパイロット版が2本放送されたのち、2019年4月10日にレギュラー放送を開始した。当初は毎週水曜日の23:00 - 23:29（JST）に放送されていたが、2020年3月30日より放送日が毎週月曜日の23:15 - 23:44（JST）に変更された。同年春以降は新型コロナウイルス感染拡大の影響により新規の街頭インタビューが見合わされ、同年9月21日に一度は最終回を迎えた。
ただし、その後もNHK BSプレミアムで毎週日曜日の9:28 - 9:58（JST）に『ガイロク（街録）選』と題して傑作選が放送され、2021年3月にはNHK BS4Kで新作が4本放送された。傑作選の放送を経て、同年12月5日からNHK BSプレミアムにてレギュラー放送を再開したが、2023年4月2日をもって本放送を終了した。

## エピソード

### パイロット版
| 2018年（平成30年） | 2018年（平成30年）                                        | 2018年（平成30年）                       | 2018年（平成30年） |
| 放送日             | タイトル                                                  | ゲスト                                   |                    |
| ------------------ | --------------------------------------------------------- | ---------------------------------------- | ------------------ |
| 7月21日            | 女たちのガイロク 「人生最大のピンチ そのとき、あなたは?」 | キムラ緑子 ミッツ・マングローブ みちょぱ |                    |
| 11月24日           | ガイロク（街録） 「どん底からの脱出」                     | 光浦靖子 大島美幸 川村エミコ             |                    |

### 第一期
| 2019年（平成31年/令和元年） | 2019年（平成31年/令和元年） | 2019年（平成31年/令和元年）         |
| 回                          | 放送日                      | ゲスト                              |
| --------------------------- | --------------------------- | ----------------------------------- |
| 1                           | 4月10日                     | 佐々木健介 北斗晶 大島美幸          |
| 2                           | 4月17日                     | 和田アキ子 カンニング竹山 小沢一敬  |
| 3                           | 4月24日                     | 渡辺徹 木下隆行 木本武宏            |
| 4                           | 5月1日                      | 宇梶剛士 酒井敏也 山西惇            |
| 5                           | 5月8日                      | 松本明子 武井壮 青木さやか          |
| 6                           | 5月22日                     | 天野ひろゆき 有野晋哉 やす          |
| 7                           | 6月5日                      | 渡辺正行 山田邦子 東貴博            |
| 8                           | 6月26日                     | 榊原郁恵 宮崎美子 的場浩司          |
| 9                           | 7月10日                     | 又吉直樹 向井慧 岩井勇気            |
| 10                          | 7月17日                     | 田中裕二 土田晃之 古坂大魔王        |
| 11                          | 8月4日                      | 大和田伸也 千原ジュニア 山田裕貴    |
| 12                          | 8月7日                      | つるの剛士 くわばたりえ ユージ      |
| 13                          | 8月14日                     | いとうあさこ 大久保佳代子 江上敬子  |
| 14                          | 9月4日                      | 佐野史郎 津田寛治 羽田美智子        |
| 15                          | 9月11日                     | 小川菜摘 研ナオコ 三倉茉奈          |
| 16                          | 9月18日                     | 草野仁 塙宣之 土屋伸之              |
| 17                          | 10月2日                     | 中山秀征 岡江久美子 ビビる大木      |
| 18                          | 10月9日                     | 森山良子 杉浦太陽 山口もえ          |
| 19                          | 10月16日                    | 室井滋 日野陽仁 六角精児            |
| 20                          | 11月6日                     | 持田香織 コカドケンタロウ 中岡創一  |
| 21                          | 11月13日                    | 小堺一機 飯尾和樹 バッファロー吾郎A |
| 22                          | 11月20日                    | 和田アキ子 テリー伊藤               |
| 23                          | 12月4日                     | 中田喜子 野村真美 川島明            |
| 24                          | 12月18日                    | 紺野まひる 笑い飯                   |

| 2020年（令和2年） | 2020年（令和2年） | 2020年（令和2年）                       |
| 回                | 放送日            | ゲスト                                  |
| ----------------- | ----------------- | --------------------------------------- |
| 25                | 1月8日            | 椿鬼奴 白鳥久美子 川村エミコ            |
| 26                | 1月15日           | デヴィ夫人 コシノヒロコ                 |
| 27                | 1月22日           | ロバート キャンベル 中野信子 高橋みなみ |
| 28                | 2月5日            | 松村雄基 小林綾子 金子貴俊              |
| 29                | 2月12日           | 奥田瑛二 山本耕史                       |
| 30                | 2月19日           | 森口博子 おかずクラブ                   |
| 31                | 3月4日            | 夏木マリ 土屋太鳳                       |
| 32                | 3月11日           | 泉ピン子 ジェシー 田中樹                |
| 33                | 3月30日           | 関根勤 山村紅葉                         |
| 34                | 4月6日            | 峰竜太 橋本マナミ 川村エミコ            |
| 35                | 4月13日           | 渡辺正行 釈由美子 くみっきー            |
| 36                | 5月18日           | 虻川美穂子 くわばたりえ 辺見えみり      |
| 37                | 5月25日           | 太川陽介 浅田舞                         |
| 38                | 6月15日           | 渡辺正行 山田邦子                       |
| 39                | 6月22日           | 北斗晶 大島美幸                         |
| 40                | 6月29日           | 東貴博 土田晃之                         |
| 41                | 7月13日           | 光浦靖子 白鳥久美子                     |
| 42                | 7月20日           | 金子貴俊 坂下千里子                     |
| 43                | 7月27日           | 濱口優 有野晋哉 鈴木紗理奈              |
| 44                | 8月10日           | つるの剛士 杉浦太陽 山口もえ            |
| 45                | 8月17日           | 小沢一敬 磯山さやか 横澤夏子            |
| 46                | 8月24日           | 井森美幸 川島明 ファーストサマーウイカ  |
| 47                | 9月14日           | 久本雅美 西川貴教                       |
| 48                | 9月21日           | 渡辺正行 浅田美代子                     |

### 第二期
| 2021年（令和3年） | 2021年（令和3年） | 2021年（令和3年）   |
| 回                | 放送日            | ゲスト              |
| ----------------- | ----------------- | ------------------- |
| 49                | 3月6日            | 京本政樹 山瀬まみ   |
| 50                | 3月13日           | 高橋英樹 高橋みなみ |
| 51                | 3月19日           | 久本雅美 真飛聖     |
| 52                | 3月25日           | 東貴博 酒井一圭     |

### 第三期
| 2021年（令和3年） | 2021年（令和3年） | 2021年（令和3年）     |
| 回                | 放送日            | ゲスト                |
| ----------------- | ----------------- | --------------------- |
| 54                | 12月5日           | 増田明美 武井壮       |
| 55                | 12月12日          | ヤマザキマリ 児嶋一哉 |

| 2022年（令和4年） | 2022年（令和4年） | 2022年（令和4年）           |
| 回                | 放送日            | ゲスト                      |
| ----------------- | ----------------- | --------------------------- |
| 56                | 1月9日            | 勝俣州和 濱田マリ           |
| 57                | 1月23日           | ryuchell 萬田久子           |
| 58                | 2月6日            | 大島美幸 金子貴俊           |
| 59                | 2月13日           | 草野仁 塙宣之 土屋伸之      |
| 60                | 3月13日           | テリー伊藤 相田翔子         |
| 61                | 3月20日           | 村田雄浩 濱田マリ           |
| 62                | 4月10日           | 八嶋智人 鈴木福             |
| 63                | 4月17日           | 伊東四朗 小倉久寛           |
| 64                | 5月1日            | LiLiCo 尾上右近             |
| 65                | 5月8日            | 清水ミチコ マキタスポーツ   |
| 66                | 6月5日            | 高橋克実 渡辺満里奈         |
| 67                | 6月19日           | 平野ノラ 高橋茂雄 八木真澄  |
| 68                | 6月26日           | 田山涼成 柳原可奈子         |
| 69                | 7月3日            | 関根勤 王林                 |
| 70                | 7月24日           | キムラ緑子 ケンドーコバヤシ |
| 71                | 7月31日           | 髙嶋政宏 池田レイラ         |
| 72                | 8月7日            | 柴田理恵 加藤諒             |
| 73                | 8月14日           | 石坂浩二 YOU 森泉           |
| 74                | 8月21日           | 斉藤慎二 大沢あかね         |
| 75                | 9月18日           | 黒木瞳 亜生 昴生            |
| 76                | 9月25日           | IKKO 井上咲楽               |
| 77                | 10月2日           | 桂宮治 福田麻貴 かなで      |
| 78                | 10月9日           | 羽野晶紀 河合郁人           |
| 79                | 10月16日          | アンミカ 水谷隼             |
| 80                | 11月13日          | 田中卓志 柏木由紀           |
| 81                | 11月20日          | 田中直樹 浜口京子           |
| 82                | 11月27日          | 丸山桂里奈 副島淳           |
| 83                | 12月5日           | 塚田僚一 春香クリスティーン |
| 84                | 12月25日          | 藤本敏史 村上佳菜子         |

| 2023年（令和5年） | 2023年（令和5年） | 2023年（令和5年）            |
| 回                | 放送日            | ゲスト                       |
| ----------------- | ----------------- | ---------------------------- |
| 85                | 1月8日            | カミナリ 河北麻友子          |
| 86                | 1月15日           | 田中要次 サーヤ              |
| 87                | 1月22日           | 岡田圭右 はるな愛            |
| 88                | 2月12日           | 岡本知高 近藤春菜            |
| 89                | 2月19日           | 徳光和夫 平原綾香            |
| 90                | 3月5日            | 生島ヒロシ 竹下景子 河合郁人 |
| 91                | 3月12日           | 大塚寧々 ニューヨーク        |
| 92                | 3月19日           | 田中律子 ビビる大木          |
| 93                | 3月26日           | シティボーイズ               |

## スタッフ
- ナレーター：槇大輔
- 制作：クリエイティブネクサス[65]